# Solenangis
Solenangis é um género botânico pertencente à família das orquídeas (Orchidaceae).

## Espécies
1. Solenangis africana R.Rice, Oasis 3: 3 (2006).
2. Solenangis aphylla (Thouars) Summerh., Bot. Mus. Leafl. 11: 159 (1943).
3. Solenangis clavata (Rolfe) Schltr., Beih. Bot. Centralbl. 36(2): 134 (1918).
4. Solenangis conica (Schltr.) L.Jonss., Bot. Not. 132: 382 (1979).
5. Solenangis grahamii R.Rice, Oasis 3: 3 (2006).
6. Solenangis longipes R.Rice, Oasis 3: 4 (2006).
7. Solenangis scandens (Schltr.) Schltr., Beih. Bot. Centralbl. 36(2): 134 (1918).
8. Solenangis wakefieldii (Rolfe) P.J.Cribb & J.Stewart, Kew Bull. 40: 413 (1985).